# Хај Појнт (округ Хернандо, Флорида)
Хај Појнт (енгл. High Point, Hernando County) насељено је место без административног статуса у америчкој савезној држави Флорида.

## Демографија
По попису из 2010. године број становника је 3.686, што је 713 (24,0%) становника више него 2000. године.
| Група             | 2000.         | 2010.         |
| Белци             | 2.876 (96,7%) | 3.459 (93,8%) |
| Афроамериканци    | 4 (0,1%)      | 23 (0,6%)     |
| Азијати           | 9 (0,3%)      | 20 (0,5%)     |
| Хиспаноамериканци | 67 (2,3%)     | 150 (4,1%)    |
| Укупно            | 2.973         | 3.686         |